# 예산 FC
예산 FC(Yesan Football Club)는 대한민국 충청남도 예산군에 있었던 축구 선수단이다. 예산에프씨가 운영했던 남자 세미프로 축구단이며, 2002년 7월에 창단되었고 2010년에 해단되었다. 예산군을 연고지로 하여 내셔널리그에 참가했다. 본래 2002년 7월에 서산시를 연고지로 하여 ‘서산 시민 FC’로 창단하였고 2007년에 '서산 오메가 FC'로 명칭을 변경하여 대회에 참가했으나, 서산시의 미비한 지원으로 최종덕 감독의 사비를 털어 운영하던 중, 2008년 인근 지역인 예산군으로 연고를 이전하면서 구단 명칭을 ‘예산 FC’로 바꾸었다.
연고지 이전과 함께 최종덕 감독은 감독직을 박채화 감독에 넘겨주고, 총감독 겸 단장직을 겸하게 되었다.
2010년 시즌이 끝난 후 재정 문제로 인해 내셔널 리그에서 탈퇴하였다.

## 주요 기록
- 2002년 : 제83회 전국체육대회 준우승
- 2003년 : 제51회 대통령배 전국축구대회 8강
- 2003년 : 제84회 전국체육대회 동메달[5]
- 2005년 : 제86회 전국체육대회 동메달[6]